# Carrizal de Guadalupe
Carrizal de Guadalupe är en ort i Mexiko.   Den ligger i kommunen San Nicolás Tolentino och delstaten San Luis Potosí, i den centrala delen av landet, 300 km norr om huvudstaden Mexico City. Carrizal de Guadalupe ligger 1 275 meter över havet och antalet invånare är 104.
Terrängen runt Carrizal de Guadalupe är kuperad. Runt Carrizal de Guadalupe är det ganska tätbefolkat, med 86 invånare per kvadratkilometer. Närmaste större samhälle är San Nicolás Tolentino, 18,9 km nordväst om Carrizal de Guadalupe. I omgivningarna runt Carrizal de Guadalupe växer huvudsakligen savannskog.